# Kivimäe
Kivimäe är en stadsdel i distriktet Nõmme i Estlands huvudstad Tallinn.